# NGC 6439
NGC 6439 – mgławica planetarna położona w gwiazdozbiorze Strzelca. Została odkryta 18 sierpnia 1882 roku przez Edwarda Pickeringa.